# Săliștea de Sus
Săliștea de Sus là một thị xã thuộc hạt Maramureș, România. Dân số thời điểm năm 2002 là 5208 người.